# 盧璣
盧璣（1436年—？），字舜用，浙江處州府松陽縣人，明朝政治人物。進士出身。

## 生平
浙江鄉試第十一名。天順八年（1464年）登第二甲第五名進士。

## 家族
曾祖父盧本立。祖父盧文渭。父亲盧誠脩。